# Ruila

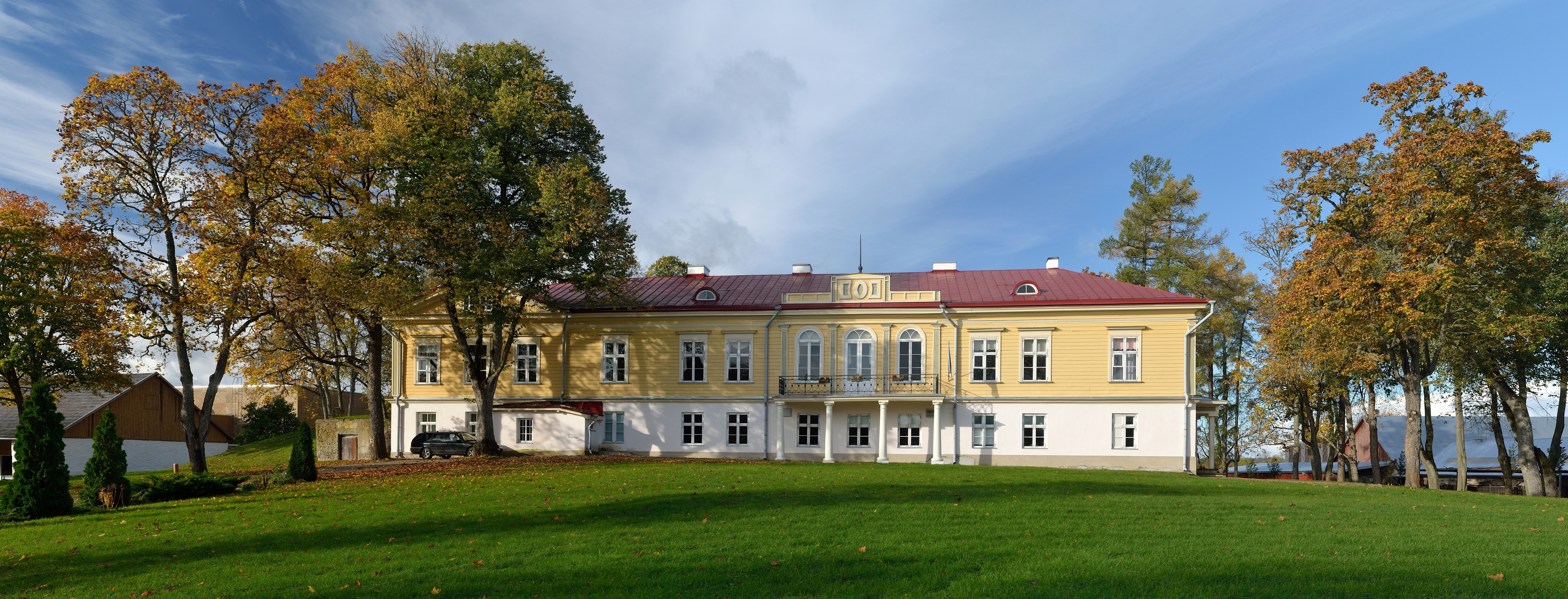
Façade du château de Ruila

Ruila (avant 1920 : Ruil) est un village estonien de la région d’Harju appartenant à la commune de Kernu. Sa population était de 133 habitants en 2007. Le village, qui s’étend sur une surface de 8,2 km2, est traversé par le fleuve Vasalemma. Le lac de Ruila se trouve à 2 km au sud de la limite orientale du village.
Au 31 décembre 2011,  le village compte 161 habitants.

## Histoire
Ruilla est mentionné dans le Liber Census Daniæ en 1241, sous le nom de Rughael, transformé par la suite en Ruil. Un domaine seigneurial est formé, qui appartient au commandeur de l’ordre Livonien de Reval. Son manoir est mentionné pour la première fois en 1417. Il appartient à la famille von Ulrich, à partir du XVIIe siècle. C’est en 1622-1624 que le roi de Suède, Gustave II Adolphe (la contrée appartenait alors à la Suède), fait don du domaine à Johann von Ulrich (1572-1642), secrétaire du duc de Courlande et bourgmestre de Riga qu’il représentait à l’assemblée des provinces à Stockholm. 
Le manoir de Ruil appartient de 1814 à 1939 à la famille von Bremen qui avait réussi à ne pas se faire confisquer son manoir, au moment des lois de nationalisation de 1919. Le bâtiment actuel date de 1859. Ses fondations et le rez-de-chaussée sont en pierre, et le premier étage en bois. La famille von Bremen prend la fuite lorsque l’Armée rouge envahit le pays en 1939 et elle émigre en Allemagne. Le manoir est depuis transformé en école.